# Elachertus europs
Elachertus europs är en stekelart som först beskrevs av Walker 1839.  Elachertus europs ingår i släktet Elachertus och familjen finglanssteklar. Inga underarter finns listade i Catalogue of Life.